# Ralf Hollander
Ralf Jonathan Hollander (født 26. juni 1985) var ungdomsskuespiller medvirkende i blandt andet biograffilmen Dykkerne, hvor han spillet sammen med Robert Hansen og Otto Brandenburg. Filmen modtog gode anmeldelser og Ralf J. Hollander blev rost for sine præstationer i hovedrollen som Ask. Siden har Ralf J. Hollander medvirket i kortfilmen Kikser, samt i Metroselskabets officielle tv-kampagne reklame fra 2005.